# Pedra da Santana
A Pedra da Santana é uma formação de pedras bastante incomum, localizada no pequeno povoado de Santana, no município de Paramirim, interior da Bahia. No Brasil existe apenas outra estrutura em forma de dólmen, que está localizada no estado de Goiás, na cidade de Anicuns, que fica a 74 km de distância da capital Goiânia.
Esses monumentos são consideradas as únicas estruturas em forma de dólmen no Brasil, e talvez em toda a América do Sul.
É importante mencionar que os dólmens são constituídos por uma câmara formada por uma grande laje pousada sobre pedras verticais que a sustentam.